# Arthroleptis adelphus
Arthroleptis adelphus és una espècie de granota que viu al Camerun, Guinea Equatorial, Gabon i, probablement també, a la República Centreafricana.